# Чаїр (община)
Община Чаїр (мак. Општина Чаир) — община в Північній Македонії. Община є адміністративною одиницею-мікрорайоном столиці країни — Скоп'є, розташована на півночі Македонії, Скопський статистично-економічний регіон, з населенням 64 823 мешканців, які проживають в общині з площею 3,52 км².
Найменша за площею община Північної Македонії.